# 安徽財経大学
安徽財経大学 （あんきざいけいだいがく、簡体字中国語: 安徽财经大学、繁体字: 安徽財經大學、英: Anhui University of Finance and Economics） は、安徽省人民政府に属する中華人民共和国の地方重点大学。ハイレベルのビジネス管理人材の養成をめざして工商管理専門修士課程（MBA）、法律専門修士課程（JM）と 大学教師在職修士課程が設置されている。国際経済貿易、会計学、金融学、財政学、経済学が国家級特別専業学科に指定されている。

## 沿革
1959年創立。1965年に「安徽商学院」、1978年に「安徽財貿学院」、2004年に「安徽財経大学」に改称した。

## 学科設置
- 経済学
- 金融学
- 国際経済貿易学
- 工商管理学
- 管理科学・工学
- 会計学
- 財政・公共管理学
- 法学
- 統計・応用数学
- 文学・アートメディア学
- 外国語
- 商学
- マルクス主義学
- 体育教育学

など